# Onisocryptus kurilensis
Onisocryptus kurilensis là một loài chân đều trong họ Cyproniscidae. Loài này được Rybakov miêu tả khoa học năm 1998.